# Aérodrome de Tata
L'aérodrome de Tata est un aérodrome desservant Labé en Guinée.